# Berzan Kejo

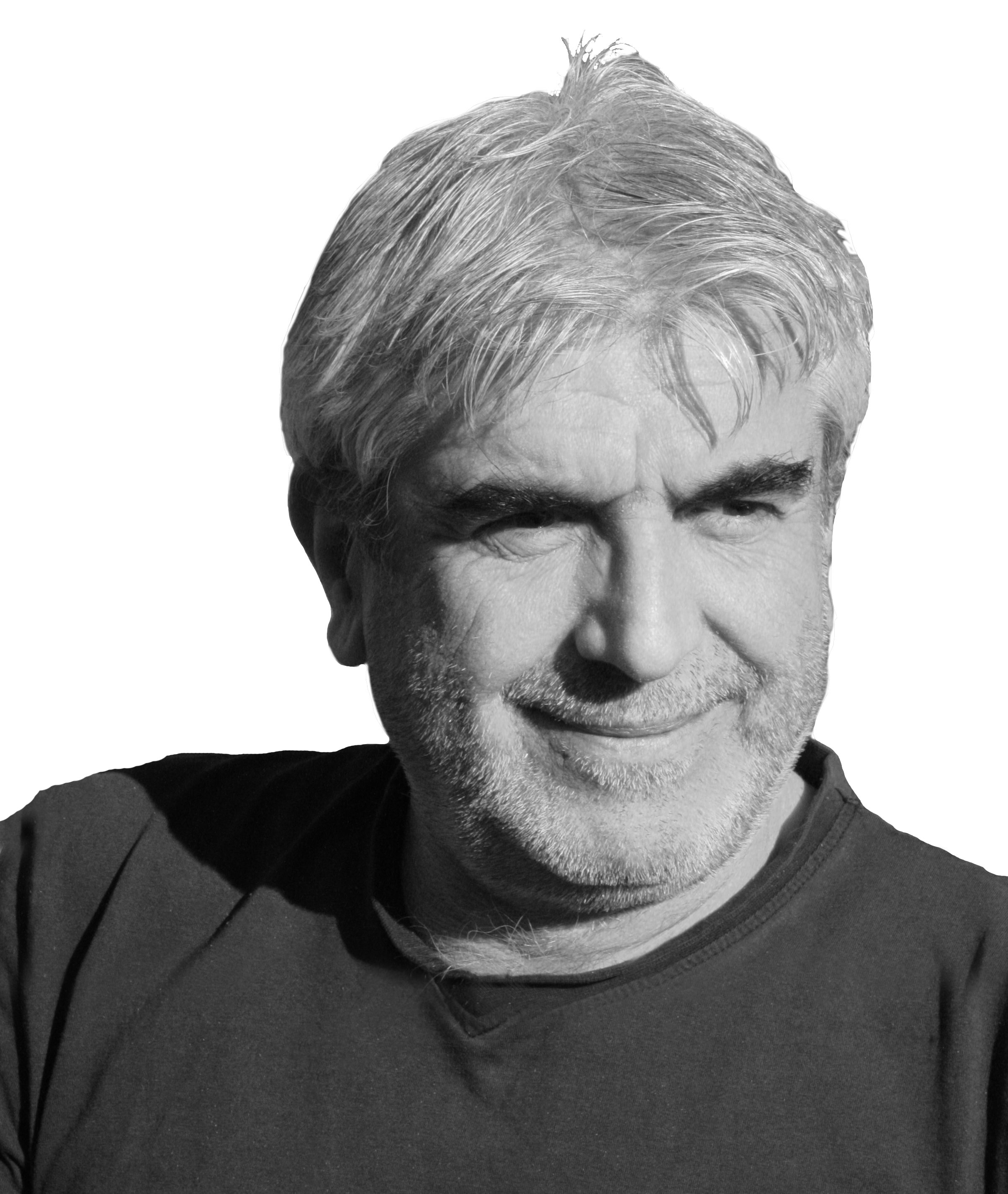
Berzan Kejo (2019)

Berzan Kejo (geboren 19. November 1960 in Qamischli, Syrien; gestorben 12. Januar 2023 in Bremen) war ein syrisch-deutscher autodidaktischer Künstler, Filmemacher, Mediendesigner, Autor und zertifizierter 3D-Spiele-Entwickler kurdischer Herkunft.

## Leben
Berzan Kejo wurde 1960 als Sohn kurdischer Eltern in Qamischli in Syrien geboren. 1962 wurden insgesamt 120.000 syrische Kurden ausgebürgert und staatenlos, er und seine Familie waren unter ihnen. Diese Erfahrungen von Rechtlosigkeit und Diskriminierung als Staatenloser prägten ihn stark. Schon als Jugendlicher zeichnete und malte er. Weil er in Syrien als Künstler für sich keine Zukunft sah, entschloss er sich, ins Exil zu gehen. Er flüchtete in das Bürgerkriegsland Libanon, um sich in Beirut einen Pass zu besorgen und geriet dort an die PLO, wo er einige Zeit blieb.

1986 gelang ihm die Flucht ins Exil nach Deutschland. Während seiner vierjährigen Zeit in einer Asylunterkunft fing er mit der Bildhauerei an. 1988 begann er für sein Recht auf Asyl zu kämpfen, indem er künstlerisch-politische Aktionen und Ausstellungen in ganz West-Deutschland machte und den Film „Asyl“ drehte. Nachdem er als politischer Flüchtling anerkannt worden war, arbeitete er am Drehbuch für seinen Film „Offene Augen“; sein Mentor war der Regisseur Karl Fruchtmann. Das Filmbüro Bremen vergab Kejo einen Preis der Kulturellen Filmförderung Bremen für produktionsvorbereitende Maßnahmen. Die vollständige Realisierung des Films scheiterte jedoch nach jahrelanger professioneller Arbeit. Berzan Kejo führt dazu in seinem Katalog u. a. politische Vorbehalte gegen Kurden als einen Grund an.

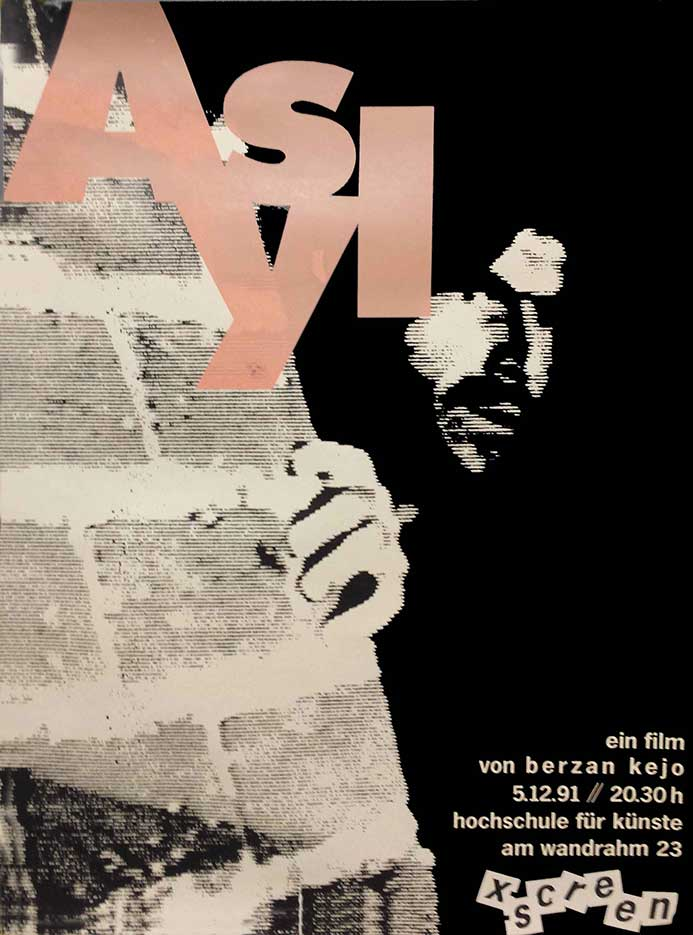
Filmplakat Asyl 1991 in Bremen

Er verließ Deutschland und arbeitete einige Zeit in Schweden als Mediendesigner. Nachdem er bei der Arbeit brutal von der Polizei kontrolliert wurde und sie dabei festgestellt hatten, dass es nichts zu beanstanden gab, war dieses Erlebnis für ihn unter anderem der Grund, wieder nach Deutschland zurückzukehren. Kunst war für Berzan Kejo Widerstand gegen den neuen und alten Rassismus und Eintreten für die Gerechtigkeit und das friedliche Zusammenleben. Sein großes Thema waren Flucht und ihre Folgen und die Suche nach Heimat. Nachdem er aus Schweden zurückgekehrt war, betrieb er einige Jahre lang eine Firma für Werbedesign. In seinem 2012 erschienenen, in weiten Teilen autobiografischen Roman „Ro Jîn – Sonne des Lebens“ (Sujet Verlag) erzählte er die dramatische Fluchtgeschichte eines jungen staatenlosen Kurden, insbesondere auch die Erlebnisse im Libanon.
2014 und 2016 thematisierte er in Ausstellungen seiner Reliefs und Installationen in Bremen und Hamburg den Aufstand der Menschen in Syrien und das Leiden des syrischen Volkes.

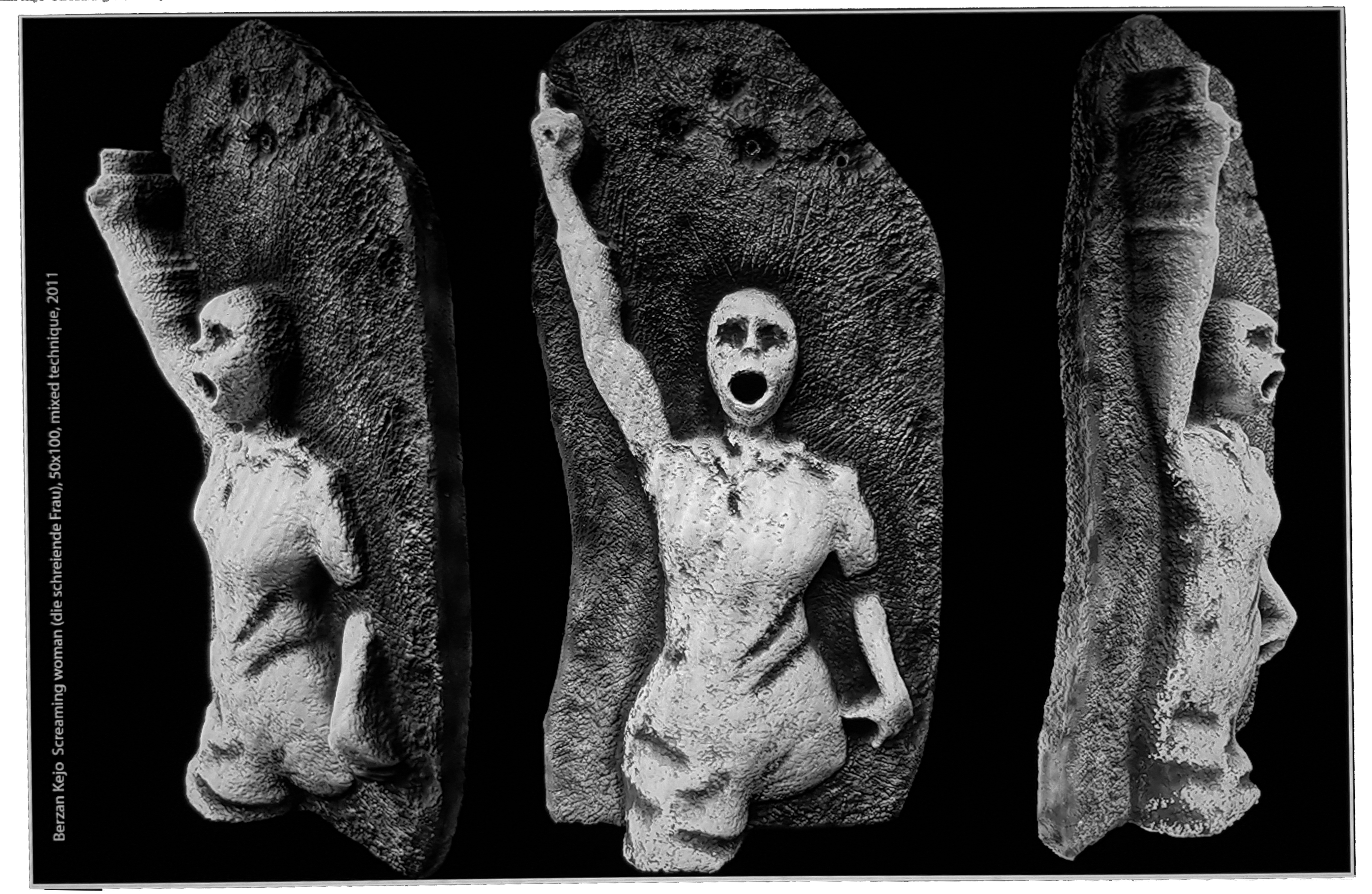
Berzan Kejo 2011, Screaming woman (die schreiende Frau), Mischtechnik, 50 × 100 cm

2016 rief er die „Neue Entartete Kunst“ ins Leben, um zum Ausdruck zu bringen, dass die künstlerische Darstellung der Themen Flucht, Exil, Asyl, Diskriminierung und Unterdrückung aus der Sicht eines Betroffenen in der westlichen Kunst- und Kulturwelt kaum Beachtung finden. Sein Werk „Rejections“ (Spieß) dazu wurde im Dezember 2019/Januar 2020 als „Kunstwerk des Monats“ im Gerhard-Marcks-Haus Bremen ausgestellt. 2017 kreierte er die Figur „Ruto“, einen Avatar in 3D-Technik, als scharfen Kritiker von Heuchelei und Ausgrenzung, als Protagonist der „Neuen Entarteten Kunst“. Auch in seinem Animationskurzfilm „Courageur“ aus 2018, in dem es um das German Wings Flugzeugunglück vom 24. März 2015 geht, hat Ruto die Hauptrolle inne. Im Animationsspielfilm „Tschüss Bremen“ aus 2019 geht es um eine Neufassung des Märchens der Bremer Stadtmusikanten unter dem Gesichtspunkt misslungener Integration. 2020 erschien sein viersprachiger Katalog „Neue Entartete Kunst“ (deutsch, englisch, arabisch, kurdisch), der auch lyrische Texte von ihm enthält. Seine geplante Ausstellung im Künstlerhaus Güterbahnhof Bremen konnte wegen des Lockdowns 2020 nicht stattfinden. 2021 fand seine Ausstellung „Neue Entartete Kunst“ im Künstlerhaus Güterbahnhof Bremen statt.

## Ausstellungen
- 1986: Köln, Kulturzentrum
- 1987: Stuhr bei Bremen, Kunstverein MachArt
- 1988: Tutzing, Evangelische Akademie
- 1988: Osnabrück, Katholische Fachhochschule
- 1988: Dachau, Bezirksamt
- 1988: Nürnberg, Kulturzentrum „KOMM“
- 1989: Norden, Volkshochschule
- 1989: Osnabrück, „Lagerhalle“
- 1989: München, Haus der Kirche
- 1991: Bremen, Galerie Schlachthof
- 1991: Bremen, Galerie INKATT
- 2014: Bremen, Künstlerhaus Güterbahnhof
- 2016: Hamburg, Galerie Mytoro
- 2019: Kunstwerk des Monats Dezember 2019/Januar 2020 in Bremen, Gerhard-Marcks-Haus
- 2021: Bremen, Künstlerhaus Güterbahnhof